# Charlotte Chandler
Charlotte Chandler, eigentlich Lyn Erhard, ist eine US-amerikanische Biografin und Dramatikerin. Sie wurde in San Francisco, Kalifornien geboren und lebt in New York City, New York.
Chandler hat Biografien über Groucho Marx, Joan Crawford, Bette Davis, Federico Fellini, Alfred Hitchcock, Ingrid Bergman, Mae West, Marlene Dietrich, Katharine Hepburn und Billy Wilder verfasst. Ihre Werke verfügen oft über ungewöhnliche Zitate der verstorbenen Prominenten, von denen Chandler behauptet, sie persönlich interviewt zu haben, wobei ihre Aussagen gelegentlich anderen Biografien widersprechen.

## Werke
- Groucho und seine Freunde (= Hello, I must be going, 1978). Rogner & Bernhard, München 1984; zweitausendeins, Hamburg 1989; Heyne, München 1995, ISBN 3-453-09403-4[16]
- Das Geheimnis des Glücks (= The Ultimate Seduction, 1984). Nymphenburger, München 1989; Ullstein, Frankfurt am Main 1992, ISBN 3-548-22813-5
- Ich, Fellini. Herbig, München 1994; Rowohlt Taschenbuch, Reinbek 1996, ISBN 3-499-13774-7
- Hitchcock. Die persönliche Biografie (= It’s only a movie, 2005). Herbig, München 2005, ISBN 3-7766-2418-3[17]
- Bette Davis. Eine persönliche Biografie (= The girl who walked home alone, 2006). Langen Müller, München 2008, ISBN 978-3-7844-3137-6[18]
- Ingrid. Ingrid Bergman, a personal biography. New York 2007, ISBN 0-7432-9421-1
- Not the Girl Next Door. Joan Crawford, a personal biography. New York 2008, ISBN 978-1-4165-4751-8
- She Always Knew How. Mae West, a personal biography. New York 2009, ISBN 978-1-4165-7913-7
- Marlene. Marlene Dietrich, a personal biography, New York 2011, ISBN 978-1-4391-8835-4

## Theaterstücke
- Confessions of a Nightingale (mit Ray Stricklyn)[3]